# Martin Freeman
Martin John Christopher Freeman (Aldershot, 8 september 1971) is een Brits acteur.
Freeman werd geboren in Hampshire als jongste zoon van Geoff Freeman en Philomena R. Norris. Hij volgde een opleiding aan de Central School of Speech and Drama. Hij woonde tot medio 2016 in Hertfordshire samen met de actrice Amanda Abbington. Ze hebben samen twee kinderen.

## Loopbaan
Hij werd vooral bekend door de rollen van Tim Canterbury in de BBC-comedyserie The Office, John H. Watson in de BBC-reeks Sherlock, Bilbo Baggins in de filmtrilogie The Hobbit, en Lester Nygaard in de misdaadserie Fargo.
Andere opvallende rollen had Freeman in komedies als Ali G Indahouse (2002), Love Actually (2003), The Hitchhiker's Guide to the Galaxy (2005) en de drie films van de Blood and Ice Cream-trilogie, en in drama's als de BBC-serie Charles II: The Power and the Passion (2003), als Lord Shaftesbury, en de film Nightwatching (2007) van Peter Greenaway, waarin hij Rembrandt speelde. Daarnaast heeft Freeman in diverse andere televisieseries, en in theatervoorstellingen en radioprogramma's opgetreden.
Voor zijn rol in Sherlock won hij in 2011 de BAFTA voor beste acteur in een bijrol. Hij werd in zowel 2002 als 2004 genomineerd voor een BAFTA-prijs voor zijn rol in The Office. In 2013 kreeg hij een Empire Award in de categorie beste acteur voor The Hobbit: An Unexpected Journey.

## Filmografie (selectie)

### Films
- Ali G Indahouse (2002) – Ricky C
- Love Actually (2003) – John
- Shaun of the Dead (2004) – Declan
- Pride (televisiefilm, 2004) – Fleck (stem)
- The Hitchhiker's Guide to the Galaxy (2005) – Arthur Dent
- Confetti (2006) – Matt
- Breaking and Entering (2006) – Sandy
- Dedication (2007) – Jeremy
- The Good Night (2007) – Gary Shaller
- Hot Fuzz (2007) – Met Sergeant
- The All Together (2007) – Chris Ashworth
- Nightwatching (2007) – Rembrandt van Rijn
- The Old Curiosity Shop (televisiefilm, 2007) – Mr. Codlin
- Nativity! (2009) – Paul Maddens
- Micro Men (televisiefilm, 2009) – Chris Curry
- Wild Target (2010) – Hector Dixon
- Swinging with the Finkels (2011) – Alvin Finkel
- What's Your Number? (2011) – Simon Forrester
- The Pirates! Band of Misfits (2012) – de piraat met een sjaal (stem)
- The Hobbit: An Unexpected Journey (2012) – Bilbo
- Svengali (2013) – Don
- The World's End (2013) – Oliver Chamberlain
- The Hobbit: The Desolation of Smaug (2013) – Bilbo
- The Hobbit: The Battle of the Five Armies (2014) – Bilbo
- The Eichmann Show (televisiefilm, 2015) – Milton Fruchtman
- Whiskey Tango Foxtrot (2016) – Iain MacKelpie
- Captain America: Civil War (2016) – Everett K. Ross
- Ghost Stories (2017) – Mike Priddle
- Cargo (2017) – Andy
- Black Panther (2018) – Everett K. Ross
- Ode to Joy (2019) - Charlie
- Black Panther: Wakanda Forever (2022) - Everett K. Ross
- Miller's Girl (2024) - Jonathan Miller

### Televisieseries
- The Bill – Craig Parnell (afl. "Man Trap", 1997)
- Casualty – Ricky Beck (afl. "She Loved the Rain", 1998)
- Bruiser (6 afl., 2000) – verschillende rollen
- Black Books – Doctor (afl. "Cooking the Books", 2000)
- The Office (14 afl., 2001–2003) – Tim Canterbury
- Helen West (3 afl., 2002) – DC Stone
- Charles II: The Power and the Passion (miniserie, 4 afl., 2003) – Lord Shaftesbury
- Hardware (12 afl., 2003–2004) – Mike
- The Robinsons (6 afl., 2005) – Ed Robinson
- Boy Meets Girl (miniserie, 4 afl., 2009) – Danny Reed
- Sherlock (15 afl., 2010–2017) – Dr. John Watson
- Fargo – Lester Nygaard (11 afl., 2014–2015)
- Robot Chicken – Reverend Parris / Paramount Executive (stem, afl. "Zero Vegetables", 2015)
- StartUp – Phil Rask (20 afl., 2016–2017)
- A Confession – Steve Fulcher (6 afl., 2019)
- Breeders - Paul Worsley (30 afl., 2020-2022)
- Secret Invasion - Everett K. Ross (2 afl., 2023)